# Myrmekiaphila neilyoungi
Espèce
Myrmekiaphila neilyoungi est une espèce d'araignées mygalomorphes de la famille des Euctenizidae.

## Distribution

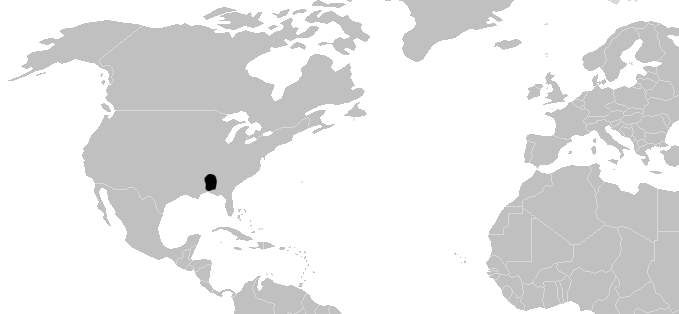
Distribution

Cette espèce est endémique des États-Unis. Elle se rencontre en Alabama et dans le Panhandle en Floride.

## Étymologie
Cette espèce est nommée en l'honneur de Neil Young.

## Publication originale
- Bond & Platnick, 2007 : A taxonomic review of the trapdoor spider genus Myrmekiaphila (Araneae, Mygalomorphae, Cyrtaucheniidae). American Museum novitates, no 3596, p. 1-30 (texte intégral).